# Callicarpa anomala
Callicarpa anomala là một loài thực vật có hoa trong họ Hoa môi. Loài này được (Ridl.) B.L.Burtt mô tả khoa học đầu tiên năm 1969.